# 兵頭健斗
兵頭 健斗（ひょうどう けんと、1993年1月11日 - ）は、日本生まれ、アメリカ育ちのプロバスケットボール選手である。ポジションはガード。180cm、75kg。横浜ビー・コルセアーズ所属。

## 来歴
アメリカ、ロサンゼルス育ち。小学校3年生からバスケットボールを始め、地元のチームに所属する傍ら、多数のトラベルチームでプレイ。その他、マイケル・ジョーダンが主催するバスケットボール教室「マイケル・ジョーダン・フライトスクール」やロサンゼルスレイカーズキャンプにも参加し技術を磨いた。オレンジカウンティのクラブチームでは７年生では全米8位、8年生では全米4位の成績を持つ。地元・アーバイン高校では、オレンジカウンティ・フレッシュマンベスト10プレイヤー選出、オレンジカウンティオールスター3年連続選出など個人タイトルを数多く持つ。
その他、南カリフォルニアの名門バスケットボールチームブランチウエストでプレイ、毎年全米から集まるラスベガスでの大学スカウトショウケースにも出場する。大学はアーバインバレーカレッジを経て、コンコーディア大学アーバイン校に入学したが、2013年のbjリーグのトライアウトで横浜ビー・コルセアーズの練習生となる。2014-15より横浜ビー･コルセアーズ所属。

## 経歴
アーバイン高校 - アーバインバレー大学 - コンコーディア大学 - 横浜ビー・コルセアーズ(2013年〜)
横浜ビー・コルセアーズ ロースター　2015年9月9日